# Đòn chỏ

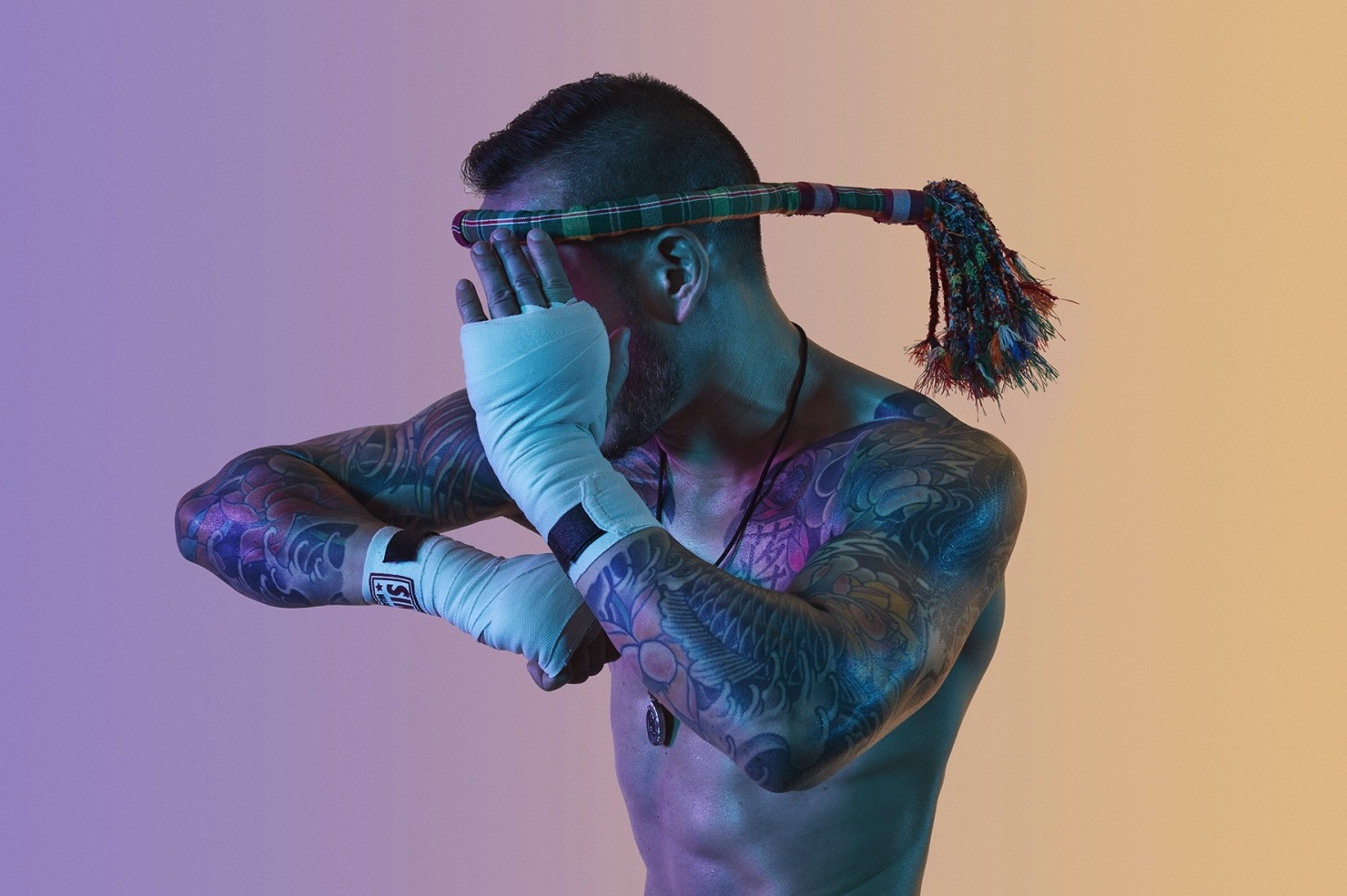
Một đòn chỏ ngang trong võ Thái

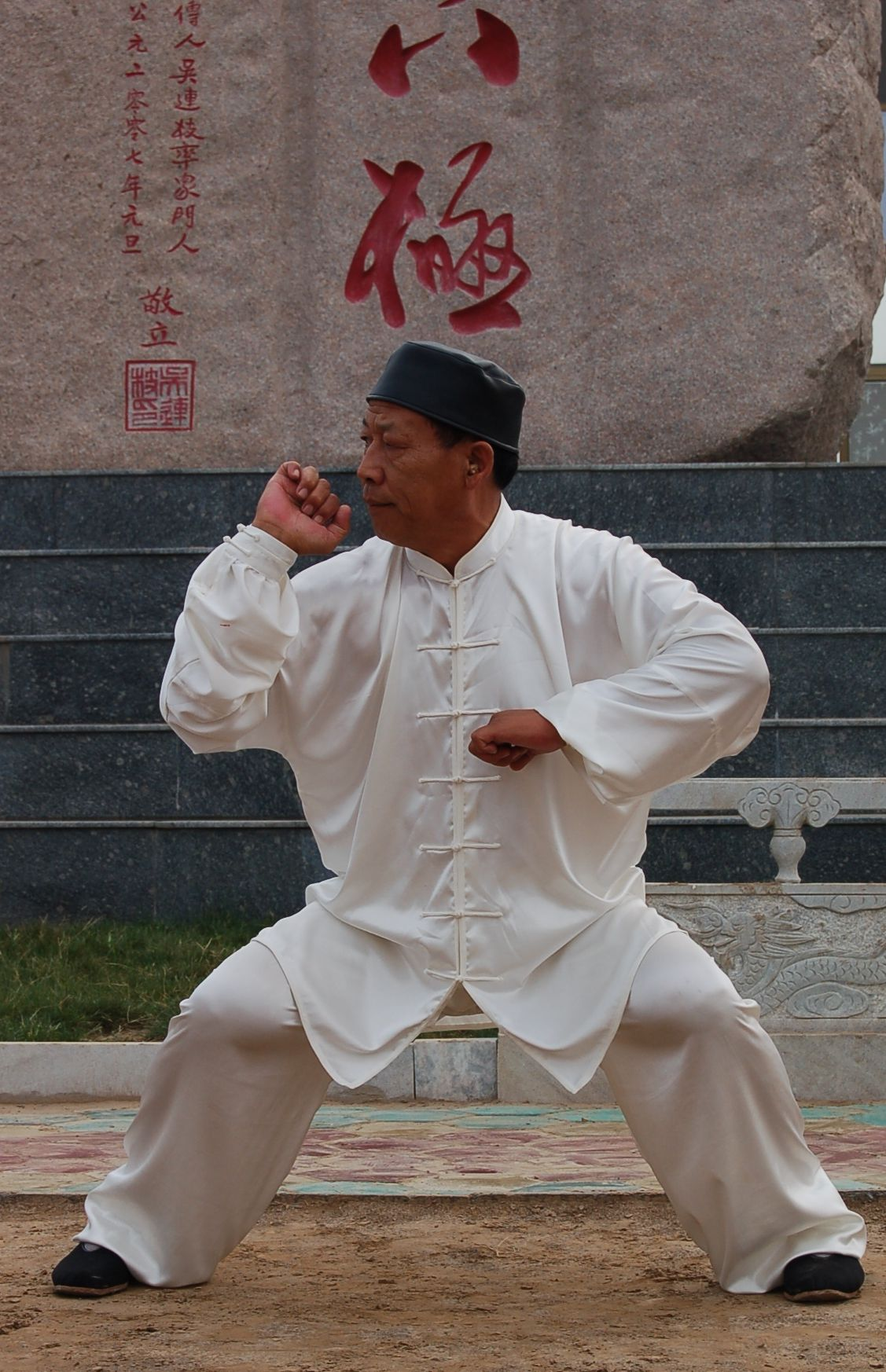
Sư phụ Ngô Liên Chí đang biểu diễn bộ pháp đứng tấn và đòn chỏ phát kình đặc trưng của môn phái Bát Cực Quyền

Một đòn chỏ ngang

Đòn chỏ (Elbow) là một đòn đánh được thực hiện bằng điểm khuỷu tay (cùi chỏ), phần cẳng tay gần khuỷu tay nhất, hoặc phần cánh tay trên gần khuỷu tay nhất. Đòn khuỷu tay có thể được tung sang ngang tương tự như một đòn cú đấm móc, hướng lên trên tương tự như một đòn cú đấm xốc trong đấm bốc, hướng xuống dưới bằng điểm khuỷu tay, theo đường chéo hoặc chuyển động trực tiếp và theo nhiều cách khác. Đòn đánh bằng khuỷu tay có nguồn gốc từ võ thuật truyền thống Đông Nam Á, võ thuật Trung Quốc truyền thống và võ thuật Okinawa truyền thống. Đánh bằng khuỷu tay là một hành động không được phép trong hầu hết các môn thể thao chiến đấu. Tuy nhiên, các môn đấm bốc Đông Nam Á (Pradal Serey, Muay Thái, Muay Lào, Lethwei) và hầu hết các tổ chức võ thuật tổng hợp (MMA) đều cho phép đánh khuỷu tay, hoặc cho phép đánh khuỷu tay theo một cách cụ thể. Các tổ chức võ thuật hỗn hợp không cho phép thường làm như vậy vì đánh khuỷu tay vào đầu làm tăng nguy cơ tạo vết rách trong một trận đấu.
Trong khi đòn đánh bằng khuỷu tay hầu như không được phép trong hầu hết các môn thể thao chiến đấu hiện đại, thì chúng lại phổ biến trong võ thuật truyền thống. Có một số môn võ thuật truyền thống không sử dụng khuỷu tay mặc dù điều này phụ thuộc vào môn võ thuật đó là gì, nếu khuỷu tay là vũ khí chính hay phụ và theo cách nào, chiến thuật nào và tần suất sử dụng chúng. Một số môn võ thuật truyền thống nổi tiếng và được kính trọng sử dụng khuỷu tay là Karate, Hồng Gia Quyền, Bát Cực Quyền, Vịnh Xuân Quyền, Silat, Lethwei và Muay boran. Trong môn võ thuật Muay Thái của Đông Nam Á, các đòn đánh bằng khuỷu tay thường được sử dụng nhất khi ở cự ly gần nhưng cũng được sử dụng khi nhảy bổ về phía đối thủ, tương tự như đòn đầu gối bay của Muay Thái. Độ cứng của khuỷu tay cho phép đánh với lực mạnh, và các võ sĩ giàu kinh nghiệm có thể dễ dàng hạ gục, tạo vết cắt hoặc làm bị thương đối thủ bằng một cú đánh chỏ chính xác. Khuỷu tay thường hiệu quả nhất khi kết hợp với các cú đấm hoặc đá (cước) để cho phép võ sĩ thu hẹp khoảng cách. Khuỷu tay cũng được sử dụng trong võ thuật hỗn hợp (ví dụ như MMA hay Vale tudo/Võ tự do) như một phần của chiến thuật chiến đấu hỗn hợp.